# Furacão Alicia
O furacão Alicia foi um ciclone tropical pequeno, mas poderoso, que causou destruição significativa na área metropolitana de Houston, no sudeste do Texas, em agosto de 1983. Embora Alicia tenha sido um furacão relativamente pequeno, sua trilha sobre a área metropolitana de rápido crescimento contribuiu para seus US $ 3 bilhões de danos, tornando-o o furacão mais caro do Atlântico na época. Alicia se originou de um distúrbio originado na esteira de uma frente fria sobre o norte do Golfo do México em meados de agosto 1983. O ciclone foi nomeado em 14 de agosto quando se tornou uma tempestade tropical, e a combinação de correntes de direção fracas e um ambiente propício permitiu que Alicia se intensificasse rapidamente enquanto se movia lentamente para oeste. Em 17 de agosto, Alicia se tornou um furacão e continuou a se fortalecer, chegando ao topo como um grande furacão de categoria 3 que atingiu a costa sudoeste da Ilha Galveston, Texas. O olho de Alicia passou logo a oeste do centro de Houston enquanto o sistema acelerava para noroeste no leste do Texas ; Alicia acabou enfraquecendo em uma área remanescente de baixa pressão sobre Oklahoma em 20 de agosto antes da última observação em 21 de agosto sobre o leste de Nebraska.
Alicia foi o primeiro furacão a atingir os Estados Unidos desde que o furacão Allen atingiu o sul do Texas em agosto 1980 mais de três anos antes, terminando o período mais longo do século XX sem um furacão na costa dos EUA. A abordagem de Alicia precipitou a evacuação de 60-80 mil pessoas de comunidades costeiras ao longo das costas do sudeste do Texas e Luisiana. Ao longo da costa, um 3.7 m (12 ft) comunidades inundadas pela maré de tempestade, com as ondas fortes afundando vários navios e resultando em três mortes ao largo. A maior parte dos danos atribuídos à tempestade foram causados por ventos fortes estimados em 210 km/h (130 mph) no sudoeste da Ilha Galveston.
Danos generalizados foram causados em Galveston, Texas e Houston, Texas, onde milhares de casas foram destruídas. No centro de Houston, quase todos os arranha-céus viram a perda de aproximadamente metade das janelas de nível inferior, enchendo as ruas urbanas com escombros. Quedas generalizadas de energia e inundações impactaram grande parte do sudeste do Texas, com o total de chuvas observado chegando a 253 mm (9.95 in). Além dos ventos fortes, ondas fortes e chuvas fortes, Alicia também gerou 22 tornados centrados na área de Houston – Galveston; a maioria foi classificada como F0, mas o mais forte, um F2, passou pela Corsicana mais ao norte. Os impactos de Alicia diminuíram para o interior além do ponto de aterrissagem, embora o enfraquecimento do sistema ainda produzisse ventos prejudiciais e enchentes na em Dallas - Fort Worth e Oklahoma ; chuva leve associada a Alicia foi observada no extremo norte de Michigan. No total, Alicia causou 21 fatalidades e 7.288 vítimas; devido à extensão dos danos, o nome Alicia foi aposentado pela Organização Meteorológica Mundial em 1984.

## História meteorológica
A origem do furacão Alicia pode ser rastreada até uma fronteira frontal que se estendeu da Nova Inglaterra ao Golfo do México. Esta frente fraca foi inicialmente estacionária sobre o sudeste dos Estados Unidos, mas moveu-se lentamente para o sul para as franjas centro-norte e nordeste do golfo, produzindo forte atividade convectiva a partir da noite de 13 de agosto de 1983. Em 14 de agosto, uma pequena área de baixa pressão se desenvolveu na extremidade oeste da frente e se afastou das costas do Mississippi e do Alabama, intensificando-se à medida que avançava nas águas do golfo aberto.   As tempestades associadas à pequena área de baixa pressão - descrita como um complexo convectivo de mesoescala - ajudou no desenvolvimento de tempestades adicionais no norte do Golfo do México, facilitando as condições favoráveis para a iniciação convectiva. Na noite de 14 de agosto, o distúrbio se separou amplamente da calha frontal dos pais e continuou a se organizar em torno de uma circulação no nível da superfície.  Uma aeronave de reconhecimento da Força Aérea dos Estados Unidos investigou o sistema precursor e determinou que ele se desenvolveu em uma depressão tropical às 12:00 UTC (7:00 am CDT ) em 15 de agosto enquanto 260 km (160 mi) ao sul de New Orleães, Louisiana.  Dentro de seis horas após o desenvolvimento, a perturbação se intensificou ainda mais em uma tempestade tropical,  recebendo o nome de Alicia e se tornando a primeira tempestade com nome da temporada de furacões. Devido à formação de Alicia em uma região com altas pressões ambientais, a tempestade permaneceu relativamente pequena ao longo de sua vida. A presença de uma crista de alta pressão ao norte de Alicia conduziu o nascente ciclone tropical lentamente para o oeste no início de seu desenvolvimento. O cume acabou derivando para o leste, resultando em Alicia se curvando lentamente em direção ao noroeste, começando no meio do dia de 16 de agosto.
O movimento lento da tempestade - em média apenas 8.0 km/h (5 mph) —e a falta de fortes correntes de direção permitiu a Alicia colher condições altamente favoráveis caracterizadas por temperaturas quentes da superfície do mar superiores a 29 °C (84 °F) e ventos favoráveis na alta troposfera devido a um anticiclone de nível superior, resultando em intensificação inabalável até o desembarque.  As análises de radar indicaram que Alicia estava estacionária às vezes enquanto fazia a transição para um rumo noroeste.  Um olho começou a surgir nas imagens de satélite na tarde de 16 de agosto. Em 17 de agosto, Alicia se fortaleceu em um furacão com sua pressão caindo em um constante 1 mbar ( hPa ; 0,03 inHg ) por hora.  Às 06:00 UTC (1:00 am CDT) em 18 de agosto, Alicia se tornou um grande furacão e atingiu a costa uma hora depois na Ilha Galveston - 40 km (25 mi) sudoeste de Galveston, Texas, com ventos máximos sustentados de 160 km/h (100 mph) e uma pressão barométrica mínima de 962 mbar (28.4 inHg) conforme medido pelo reconhecimento de aeronaves,   tornando-o uma categoria 3 de baixo custo na escala de furacões de Saffir-Simpson.  Alicia foi o primeiro furacão a atingir o território continental dos Estados Unidos desde que o furacão Allen atingiu a costa do sul do Texas em agosto 1980, encerrando a mais longa pausa nos avanços contíguos de furacões nos Estados Unidos no século XX. O furacão também foi o primeiro grande furacão a atingir a área da Grande Houston desde o furacão Carla em 1961.

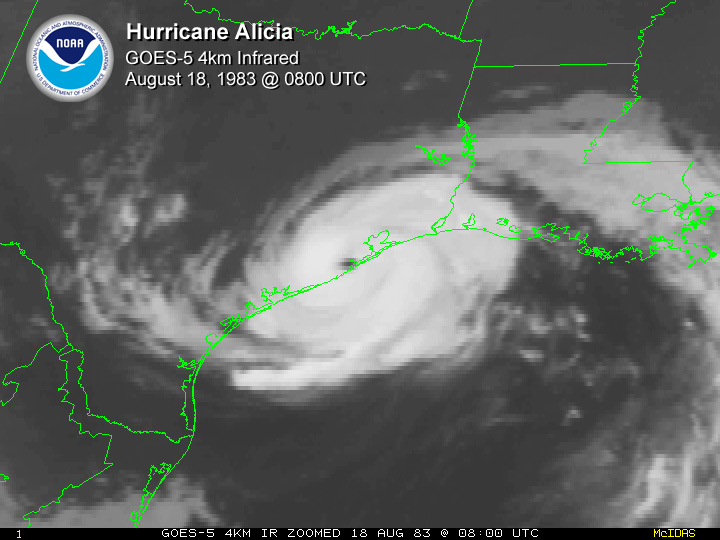
Alicia no pico de intensidade logo após o desembarque na manhã de 18 de agosto

Alicia enfraqueceu ao acelerar para noroeste no interior do Texas, com o centro do furacão passando a oeste do centro de Houston na manhã de 18 de agosto como uma furacão categoria um; a tempestade foi inicialmente lenta para enfraquecer, pois foi capaz de controlar o ar úmido do quente Golfo do México. Mais tarde naquele dia, os impactos inibitórios contínuos do atrito e do ar seco enfraqueceram Alicia para uma tempestade tropical perto de College Station, Texas, e degenerou em uma depressão tropical no início de 19 de agosto perto do metroplex Dallas – Fort Worth. Apesar de ter permanecido sobre a terra por 36 horas, Alicia permaneceu bem organizada durante o monitoramento em Oklahoma em 20 de agosto. O sistema de redução gradual transformou-se em um ciclone extratropical mais tarde naquele dia; estes restos persistiu durante mais um dia antes de serem absorvidos por uma passagem cavado sobre oriental Nebraska em 21 de agosto.
O furacão Alicia marcou a primeira vez que o Serviço Meteorológico Nacional forneceu aos interesses locais probabilidades de aterrissagem, começando em 60 horas antes do eventual desembarque de Alicia. A nova informação foi geralmente bem recebida pelas autoridades locais, embora um ligeiro aumento nas probabilidades de aterrissagem na área de Nova Orleães tenha sido interpretado por uma estação de rádio local como uma mudança no curso de Alicia, resultando na transição desnecessária de dois hospitais locais para operações de emergência. Os primeiros avisos de vendaval e alertas de furacão foram emitidos para a Costa do Golfo dos Estados Unidos entre Corpus Christi, Texas e Grand Isle, Louisiana às 16:00 UTC (11:00 sou CDT) em agosto 16 Áreas costeiras de Corpus Christi, Texas, a Morgan City, Louisiana, receberam avisos de furacão logo após Alicia se intensificar em um furacão em agosto 17; esses avisos permaneceram até que a tempestade enfraqueceu em uma tempestade tropical no leste do Texas.  O escritório do Serviço Meteorológico Nacional em Galveston suspendeu as operações depois que a água começou a inundar o escritório no auge da tempestade.
Entre 60-80 mil pessoas foram evacuadas dos condados de Brazoria, Chambers, Galveston e Harris antes de Alicia, bem como 1,500 pessoas de Sabine Pass.  Vinte mil pessoas buscaram refúgio em abrigos dentro de Houston. Outros 6.000 evacuados de Cameron Parish, Louisiana. As operações de petróleo offshore foram adiadas em preparação para Alicia com a evacuação de 1.360 trabalhadores, a maioria dos quais eram de plataformas Shell. No início, porém, os moradores não levaram os avisos a sério. O prefeito de Galveston, E. Gus Manuel, contra o conselho do governador do Texas, Mark White, ordenou a evacuação apenas das áreas baixas. Como resultado, apenas 10 por cento da população que vivia atrás do quebra-mar decidiu partir quando Alicia desembarcou. Em contraste, cerca de 30 por cento da população de Galveston evacuou a ilha quando o furacão Allen ameaçou a costa leste do Texas em 1980. Ao longo do dia, no entanto, à medida que os ventos crescentes começaram a causar danos em Galveston, as pessoas ficaram mais preocupadas. O prefeito finalmente ordenou uma evacuação generalizada da ilha depois da meia-noite de 18 de agosto, mas a essa altura as pontes para o continente eram intransponíveis.

## Impacto

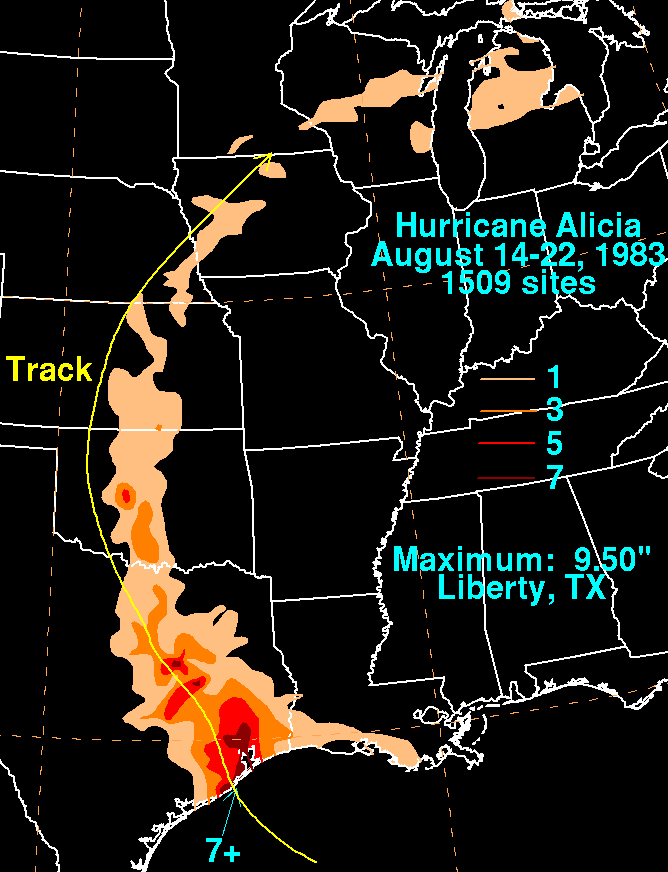
Trechos de chuva da jornada do furacão Alicia nas planícies e no meio-oeste dos EUA

O furacão Alicia causou US $ 3 bilhões em danos, tornando-o o ciclone tropical mais caro da história dos Estados Unidos na época; perdas seguradas foram estimadas em US $ 700 milhões pela American Insurance Association. Havia 7.288 vítimas, incluindo 21 fatalidades e 25 hospitalizações.  Apesar de ser uma categoria relativamente pequena e de baixo custo 3 furacão, os impactos de Alicia foram exacerbados na área metropolitana de Houston devido a um rápido aumento da população, resultando em um aumento na infraestrutura potencialmente suscetível que também induziu até 3.0 m (10 ft) na subsidência de terras ao longo de alguns trechos da Baía de Galveston.

### Texas

#### Áreas de Houston e Galveston
Alicia produziu uma maré de tempestade de 3.7 m (12 ft) que atingiu o topo ao longo da costa interior de Baía de Galveston perto de Baytown, Texas. Uma subdivisão de 300 casas perto de Baytown sofreu grandes danos à maioria das residências. Seabrook, Texas também documentou uma maré de tempestade de 3.7 m (12 ft), com alturas de maré ligeiramente mais baixas de 2.3 m (7.5 ft) ocorrendo no Píer de Prazer Histórico da Ilha de Galveston. As ondas agitadas erodiram até 76 m (250 ft) da praia na parte oeste da Ilha de Galveston. Um sistema de dique recentemente construído protegendo a cidade do Texas mitigou os dados potenciais de ondas de tempestade para a extensa infraestrutura industrial da cidade.  No entanto, um vazamento de óleo resultante de um tanque rompido perto de Galveston Bay varreu áreas próximas ao Texas City Dike.  Um rebocador capotou 80 km (50 mi) ao sul de Sabine Pass, resultando em uma morte e o resgate de quatro tripulantes cinco dias depois. Outras duas mortes resultaram do naufrágio de dois barcos de pesca de camarão na área de Clear Lake, Texas. No total, cerca de 400 barcos de camarão sofreram algum tipo de dano ou afundaram, resultando em $ 7 milhões em perdas. O dano maior foi feito para 80 outros grandes navios.
A 97–113 km (60–70 mi) da costa do Texas experimentou ventos com força de furacão. A rajada mais forte foi relatada em Galveston, onde uma rajada de 164 km/h (102 mph) foram registadas perto do landfall, embora rajadas mais fortes provavelmente tenham ocorrido em áreas costeiras menos povoadas; nenhuma observação de superfície foi documentada ao longo do sudoeste da Ilha de Galveston, onde Alicia atingiu o continente. A análise de danos estruturais sugeriu que rajadas de até 210 km/h (130 mph) foram produzidos por Alicia em terra. Quase todas as estruturas no condado de Galveston, Texas, sofreram vários graus de danos, desde telhados rasgados até a destruição total, com os danos mais graves ocorrendo nas partes ocidentais do condado. As telecomunicações e a energia na Ilha de Galveston ficaram inoperantes por vários dias. As paredes de alguns hotéis desabaram e várias janelas de frente para o vento foram destruídas. A onda de tempestade danificou a maioria dos edifícios em Jamaica Beach, Texas, com 50 casas sofrendo grandes danos. Chuvas fortes chegando às 200 mm (8 in) totais na ilha causaram inundações nas ruas e destruíram uma comunidade de casas móveis. Danos significativos causados pelo vento ocorreram nas porções do interior do condado de Galveston, incluindo danos a escolas, complexos de apartamentos e casas móveis. Em League City, Texas, os danos foram estimados em $ 100 milhões, em grande parte devido a danos no telhado.
Sete pessoas morreram no condado de Harris, Texas, como resultado de árvores caídas, afogamentos ou acidentes automobilísticos. Outros 1,530 pessoas ficaram feridas. No Aeroporto William P. Hobby de Houston, os ventos sustentados atingiram um pico de 130 km/h (81 mph) com rajadas de 159 km/h (99 mph). O aeroporto sustentou $ 1,5 milhões em danos, incluindo danos a várias aeronaves pequenas, hangares, estruturas metálicas e janelas de aeroportos.  Ventos com força de tempestade tropical de 82 km/h (51 mph) com rajadas para 126 km/h (78 mph) no Aeroporto Intercontinental de Houston; lá, dois telhados de terminais sofreram pequenos danos e um avião se soltou das amarras. Cinqüenta carros no local tiveram vidros quebrados.  Os arranha-céus no centro de Houston sofreram extensos danos causados pelos destroços levados pelo vento, acelerados pelos espaços estreitos entre os edifícios. Os 40 mais baixos andares da maioria dos arranha-céus foram destruídos pelo cascalho levado pelo vento. Detritos semelhantes ou água bloqueados em 20 estradas principais; inundações causadas pela generalizada 130–200 mm (5–8 in) chuva foi mais forte em Baytown, Clear Lake e Pasadena, na parte oriental do condado de Harris, necessitando do resgate de cerca de 300 pessoas. Trinta desses resgates surgiram de uma única subdivisão em Baytown, onde a inundação atingiu uma profundidade de 3.0 m (10 ft). Nessas comunidades, centenas de casas foram inundadas. Noventa por cento das casas foram danificadas em Crystal Beach, Texas, das quais metade foram destruídas. Alicia também causou $ 4,5 milhões em perdas de algodão e $ 6 milhões em perdas na colheita de nozes no condado de Harris. O dano total à propriedade pública no condado foi estimado em $ 46 milhões. Johnson Space Center escapou de danos significativos, embora 200 as árvores próximas foram derrubadas pelos ventos fortes e algumas portas e janelas das instalações foram danificadas.

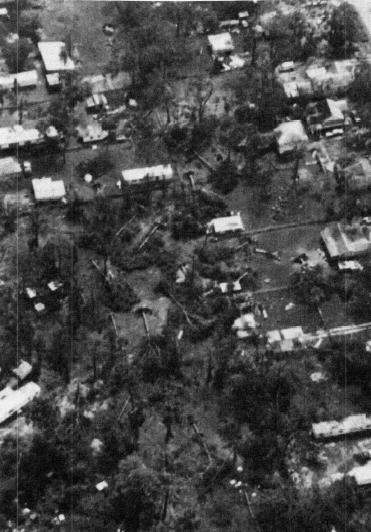
Prejuízos de possivelmente um tornado- ou um microburst entre Hitchcock e Bacliff fotografado de um helicóptero da National Oceanic and Atmospheric Administration

Danos relativamente menos graves ao longo da costa do Texas entre High Island, Texas e Sabine Pass, Texas, onde as estruturas geralmente sofreram danos no telhado e nas janelas, mas a maioria permaneceu intacta. As estradas costeiras foram inundadas pela tempestade e várias linhas de energia foram derrubadas. Em Chambers County, Texas, Alicia arrecadou $ 24 milhões em danos e a perda de 30-50 por cento das safras de arroz e soja do condado. Mais de 200 casas foram inundadas, obrigando os residentes a abrigar-se. Os danos foram significativos no extremo sul de Bay City, Texas, onde várias casas foram destruídas. Fortes chuvas de Alicia causaram inundações localizadas no sudeste do Texas sob uma ampla faixa de ≥ 130 mm (5 in) precipitação. Os maiores totais de chuva ocorreram em grande parte a leste do centro do furacão, com um máximo secundário mais a leste ao longo da fronteira do Texas com a Luisiana perto de Orange, Texas. O maior total de precipitação medida ocorreu em Greens Bayou, onde 253 mm (9.95 in) de chuva caiu. O Pine Island Bayou em Hardin County, Texas transbordou suas margens e as áreas adjacentes permaneceram inundadas por uma semana após 76–127 mm (3–5 in) de chuva caiu em todo o condado. As enchentes bloquearam as estradas no condado de Jefferson, onde Cow Bayou e o rio Neches transbordaram de suas margens. A falta de energia generalizada também impactou o condado, afetando mais de 10,000 casas nas áreas de Port Arthur e Sabine Pass. Efeitos semelhantes foram sentidos no condado de Liberty, onde os danos às colheitas devido às fortes chuvas e ventos chegaram a cerca de US $ 10 milhões
No leste do condado de Brazoria, Texas, os ventos fortes causaram danos generalizados a telhados, casas móveis e automóveis. Danos também foram causados a várias aeronaves no Aeroporto Regional da Costa do Golfo do Texas em Freeport, Texas ; os danos na cidade totalizaram $ 1 milhão. Sessenta e cinco por cento das estruturas foram danificadas em Danbury, Texas. Extensos cortes de energia afetaram o condado de Fort Bend, Texas. Os danos em Matagorda foram causados principalmente por enchentes e ventos; 4.500 moradores evacuados após a tempestade inundar áreas baixas, forçando o fechamento de duas pontes levadiças que cruzam a Intracoastal Waterway que conecta o continente à Península de Matagorda. Danos à colheita de arroz induzidos pelo vento foram estimados em $ 3,5 milhão. Em outro lugar no leste do Texas, os ventos fortes de Alicia e as fortes chuvas bloquearam o fornecimento de energia e água em várias cidades. Duas pessoas morreram no condado de Montgomery  devido à queda de árvores.
O furacão também produziu 22 tornados em todo o Texas,  associados principalmente a uma única faixa de chuva externa forte a nordeste do centro de Alicia; a maioria foram tornados F0 breves e fracos que causaram danos insignificantes. Um F1 tornado no condado de Harris danificou duas empresas perto da interseção da Interstate 45 e da rodovia estadual do Texas, NASA Road 1.  O tornado mais forte foi um F2 tornado em Corsicana, que foi responsável por uma proporção significativa do pedágio de danos no norte do Texas. O tornado pousou na manhã de 18 de agosto na extensão oeste da Corsicana e durou cinco minutos em uma pista de 4.8 km (3 mi), danificando vários edifícios, incluindo casas, uma igreja e uma arena de cavalos.  Além do F2 tornado, o enfraquecimento de Alicia produziu ventos fortes no norte do Texas. No condado de Panola, esses ventos destruíram edifícios anexos e derrubaram linhas de transmissão e árvores, além de danificar os telhados. A tempestade que se enfraqueceu trouxe fortes tempestades sobre a área de Dallas-Fort Worth, trazendo rajadas estimadas entre 130–160 km/h (80–100 mph) e causando danos estruturais em toda a área metropolitana. Alguns condomínios em construção foram destruídos pelos ventos e árvores e linhas de transmissão foram derrubadas em Keller, Texas e Grapevine, Texas. Uma placa de rodovia foi deslocada e caiu sobre dois caminhões de 18 rodas em Dallas, matando o motorista de um caminhão e ferindo gravemente o motorista do outro. Os riachos aumentaram após fortes chuvas, com um máximo local de 190 mm (7.48 in) perto de Mexia, Texas. Um menino de dez anos morreu depois que foram arrastados por uma correnteza rápida.

### Em outro lugar
Impactos insignificantes foram sentidos na Luisiana por causa da tempestade de Alicia. Perto de El Reno, Oklahoma, 100–180 mm (4–7 in) de chuva caiu em um período de 5 horas, resultando em inundações significativas a oeste da cidade. Taxas de chuva semelhantes inundaram vários edifícios da Universidade de Oklahoma.

## Rescaldo
Em 23 e 24 de setembro de 1983, na esteira de Alicia, duas subcomissões da Câmara dos Representantes dos Estados Unidos realizaram audiências em Houston. A audiência em 23 de setembro foi para examinar os principais problemas do NWS durante o Alicia, a eficácia do NWS nos procedimentos atuais e o uso do NWS. A segunda audiência, ocorrida em 24 de setembro, foi para discutir os danos e os esforços de recuperação durante a Alicia.  Durante a audiência de 23 de setembro, as testemunhas concordaram que o NWS se saiu bem antes e durante a emergência causada por Alicia. Os meteorologistas do NWS também testemunharam, dizendo que ficaram satisfeitos por suas previsões estarem bem "no alvo" e que os planos de emergência locais funcionaram tão bem, o que salvou muitas vidas. O prefeito Gus Manuel em Galveston afirmou que o NWS fez um excelente trabalho durante o Alicia. Ele também ficou muito impressionado com as previsões de aterrissagem em 17 de agosto.  Durante a audiência de 24 de setembro, foram apresentadas evidências que demonstraram a necessidade de melhorar a prontidão para lidar com desastres, como o de Alicia. O prefeito Manuel mencionou que sua cidade precisava de códigos de construção mais rígidos, que estavam sob revisão.
Devido aos graves danos, o nome "Alicia" foi retirado na primavera de 1984 pela Organização Meteorológica Mundial e nunca mais será usado para um furacão no Atlântico. Foi o primeiro nome a ser aposentado desde o furacão Allen em 1980. Foi substituído por " Allison " para a temporada de 1989, que seria retirado após a temporada de 2001.